# Benguelski tok
Benguelski tok to je hladen oceanski tok, ki potuje vzdolž zahodne obale Afrike proti severu in severozahodu. Tok je široka, plitva in počasna gmota mrzle vode, ki se premika v nasprotni smeri urinega kazalca. Tok je nastal kot posledica vrtenja Zemlje in stalnih vetrov, ki pihajo iz puščave Kalahari in odrivajo površinsko plast vode. Odrinjeno plast zamenja hladna voda z dna oceana, ki je bogata s hranljivimi snovmi. Prisotnost hranljive vode povzroča rast planktona in s tem obilico hrane za različne morske živali. Mrzla voda ima za posledico pogosto meglo ob obalah Namibije.
Benguelski tok se v bližini Rta dobrega upanja približa toplemu Agulhaškemu toku, ki je del Južnoekvatorialnega toka in teče v južni smeri južnega Indijskega oceana. Na točki, kjer se Benguelski in Agulhaški tok približata eden drugemu so bogata ribolovna območja. 